# 20 (число)
20 (двадцать) — натуральное число, расположенное между числами 19 и 21. Делится на 2.

## Математика
- 4-е тетраэдрическое число ↓10, ↑35
- 5-е прямоугольное число ↓12, ↑30
- 11-е чётное число
- 11-е составное число
- 11-е двузначное число
- Сумма цифр этого числа — 2.
- Произведение цифр этого числа — 0.
- Квадрат числа 20 — 400
- Куб числа 20 — 8000
- 11-е плоское число
- 5-е телесное число
- 220 = 1 048 576, двоичная приставка: меби (Ми)
- Число вершин додекаэдра
- Число граней икосаэдра
- Число деревьев с 6 вершинами, одна из которых помечена другим цветом[1][2][3].
- Вигезимальная система счисления
- Число Бога кубика Рубика 3 × 3 × 3 в метрике FTM равно 20[4][5].
- Число 20 является единственным натуральным числом, равным сумме квадратов своих двух наименьших нетривиальных делителей[источник не указан 593 дня].

## Наука
- 20 — третье магическое число[6].
- Атомный номер кальция
- Обычными компонентами белка можно считать лишь 20 аминокислот

## В других областях
- Основание системы счисления у майя
- В кириллице числовое значение буквы к (какѡ)
- ASCII-код управляющего символа DC4 (device control 4)
- 20 — устаревший автомобильный код Чеченской республики (использовался до 2000 года)[7].

## Числа 20-29
- 20 = 2 × 2 × 5
- 21 = 3 × 7, 6-е треугольное число, 3-е восьмиугольное число
- 22 = 2 × 11, 4-е пятиугольное число
- 23 = простое число
- 24 = 2 × 2 × 2 × 3, 3-е восьмиугольное число
- 25 = 5 × 5, автоморфное число, 5-е квадратное число
- 26 = 2 × 13
- 27 = 3 × 3 × 3, 3-е 10-угольное число
- 28 = 2 × 2 × 7, 7-е треугольное число, 4-е шестиугольное число
- 29 = простое число, число Люка